# Łukasz Szukała
Łukasz Szukała (* 26. Mai 1984 in Danzig) ist ein ehemaliger deutsch-polnischer Fußballspieler. Er spielte in der Abwehr, bevorzugt als Innenverteidiger.

## Kindheit
Szukała kam in Danzig zur Welt und zog in seiner frühen Kindheit mit seiner Familie in den Raum Trier.

## Karriere

### Verein
In der Jugend spielte Szukała zunächst für Fortuna Saarburg (1994–1997), die DJK Trassem (1997–1998) und ab 1998 für Eintracht Trier. Im Jahre 2000 ging er in die Jugendabteilung des lothringischen Erstligisten FC Metz. Seine Karriere im Seniorenbereich begann er auch dort. Ab 2002 bis zum Sommer des Jahres 2004 war er auch im Kader der zweiten Mannschaft (FC Metz B).
Zur Saison 2004/05 unterschrieb er einen Vertrag beim TSV 1860 München und erwarb sich den Ruf eines robusten Verteidigers. Zu dieser Zeit bestritt Szukała fünf Spiele für die polnische U-21-Nationalmannschaft. In der Hinrunde 2006/07 steckte er in einer sportlichen Krise, auch wegen Verletzungen. Gegen Ende der Saison kämpfte er sich wieder an den Profikader, sodass er zum Ende der Saison auf neun Einsätze gekommen war. Nach Ablauf seines Vertrags beim TSV 1860 München wechselte er zur Saison 2008/09 ablösefrei zu Alemannia Aachen und spielte dort zwei Jahre.
Zur Spielzeit 2010/11 wechselte er zu Gloria Bistrița nach Rumänien, bei dem sein früherer Aachener Mitspieler Laurențiu Reghecampf Trainer war. Der Verein erhielt jedoch keine Lizenz für die nächste Saison, weshalb Szukała im Sommer 2011 einen Vertrag beim Erstligisten Universitatea Cluj unterschrieb. Nachdem er auch dort Stammspieler geworden war, wechselte er ein Jahr später zum Ligakonkurrenten Petrolul Ploiești. Nach knapp einem Monat verließ Szukała den Klub Mitte August 2012 und wechselte zum Ligakonkurrenten und Rekordmeister Steaua Bukarest. Am 20. September 2012 kam Szukała zu seinem ersten Einsatz im Europapokal, als er beim 2:2 im Europa-League-Gruppenspiel gegen den VfB Stuttgart in der Startelf stand. Mit der Mannschaft wurde er vor Stuttgart Erster in der Gruppe und schaltete dabei Ajax Amsterdam im Sechzehntelfinale aus, bevor man im Achtelfinale knapp am späteren Sieger FC Chelsea scheiterte. In der gesamten Saison 2012/13 kam Szukała zu 20 Einsätzen in der Liga und erzielte vier Tore. Am Ende gewann er mit dem Team mit 16 Punkten Vorsprung die Meisterschaft. Am 10. Juli 2013 erzielte Szukała beim 3:0-Sieg im rumänischen Supercup ein Tor.
Szukała spielte von Januar bis August 2015 beim Ittihad FC in Saudi-Arabien. Zur Saison 2015/2016 unterschrieb er einen 3-Jahres-Vertrag mit dem türkischen Süper-Lig-Aufsteiger Osmanlıspor FK aus Ankara. Im Sommer 2017 wurde er von diesem an den Zweitligisten MKE Ankaragücü abgegeben. Am Ende der Saison stieg Szukała mit dem Verein in die Süper Lig auf.
Im Januar 2019 wurde sein Vertrag in der Türkei aufgelöst und der Abwehrspieler beendete seine Karriere.

### Nationalmannschaft
Er wurde Ende Juli 2013 vom polnischen Nationaltrainer Waldemar Fornalik für ein Freundschaftsspiel der polnischen Fußballnationalmannschaft gegen Dänemark am 14. August 2013 nominiert.
Sein erstes Länderspiel bestritt er am 14. August 2013 gegen Dänemark. Polen konnte das Spiel mit 3:2 für sich entscheiden.
Sein erstes Pflichtspiel für Polen bestritt er am 6. September 2013, als man beim WM-Qualifikationsspiel gegen Montenegro 1:1 spielte.

## Erfolge
- 1× Rumänischer Supercupsieger: 2013
- 3× Rumänischer Meister: 2013, 2014, 2015
- 1× Rumäniens „Bester ausländischer Spieler“: 2015

## Privates
Szukała spricht fließend deutsch, polnisch, englisch, rumänisch und französisch. Er besitzt die polnische und die deutsche Staatsangehörigkeit.